# Cisco (Utah)
Cisco è una città fantasma della contea di Grand, Utah, Stati Uniti, vicino all'incrocio tra la State Route 128 (SR‑128) e la Interstate 70 (I‑70). La città iniziò ad esistere negli anni 1880 come saloon e stazione di rifornimento dell'acqua per la Denver and Rio Grande Western Railroad. Come equipaggi di lavoro e, più tardi, i viaggiatori arrivarono, negozi, hotel e ristoranti sorsero per accoglierli. Nelle vicinanze di Book Cliffs, a nord della città, allevatori di bestiame e pastori di pecore iniziarono a utilizzare Cisco come centro per bestiame e approvvigionamento. Verso la fine del XX secolo, oltre 100.000 pecore furono tranciate a Cisco prima di essere spedite sul mercato. Poi furono scoperti petrolio e gas naturale. La gente iniziò a viaggiare di più e Cisco continuò a crescere. Poi il fondo cadde. Il declino della città coincise con la fine della locomotiva a vapore. Un'economia in declino si schiantò quando fu costruita la Interstate 70, bypassando Cisco.
Il sito della città contiene molte reliquie di una tipica vecchia città ferroviaria del West. Cisco sopravvisse abbastanza a lungo nel XX secolo per essere assegnato a un ZIP code, 84515. Sfortunatamente per gli appassionati di storia e ferrovie, l'accesso facile della città fantasma e la vicinanza alla superstrada hanno attirato i vandali. Le reliquie sono gravemente danneggiate e la città è disseminata di veicoli abbandonati.

## Cultura

### Cinema
Nella città sono state girate alcune scene dei film Punto zero, Thelma e Louise e Non bussare alla mia porta.